# Lycoperdon nigrescens
Lycoperdon nigrescens là loài nấm trong chi Lycoperdon. Nó được mô tả khoa học lần đầu năm 1794 bởi nhà tự nhiên học Thụy Điển Göran Wahlenberg.

## Hình ảnh

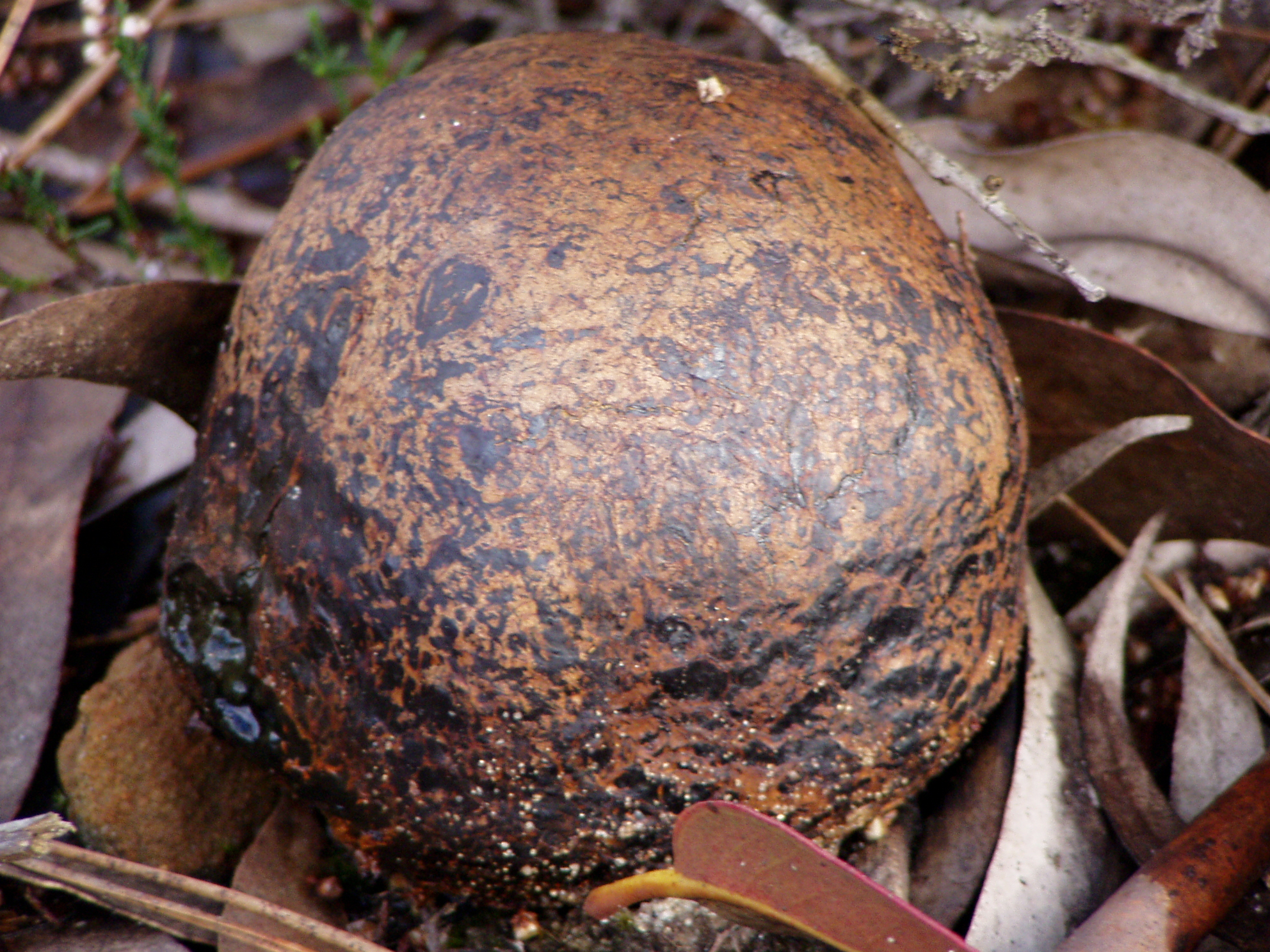